# خوسيه لازو
خوسيه لازو (بالإسبانية: José Carlos Lazo Romero)‏ هو رياضي ولاعب كرة قدم إسباني، (ولد في شلوقة في إسبانيا 1996  م). لعب مع نادي خيتافي.

## وصلات خارجية
- خوسيه لازو على موقع قاعدة بيانات كرة القدم.إي يو (الإنجليزية)
- خوسيه لازو على موقع Soccerway.com (الإنجليزية)
- خوسيه لازو على موقع AS.com (الإسبانية)